# Piper PA-34
Die Piper PA-34 Seneca ist ein zweimotoriges, sechssitziges Leichtflugzeug des US-amerikanischen Flugzeugherstellers Piper Aircraft Corporation, das als Reiseflugzeug sowie für Flugschulen entwickelt wurde. So wird es bevorzugt für die Ausbildung zum Erwerb eines Multiengine-Ratings eingesetzt. Es wird seit 1967 gebaut.
Die Seneca ist nicht mit einer Druckkabine ausgerüstet. Die aktuelle Version, die Seneca V, ist mit einem Glascockpit ausgestattet.

## Militärische Nutzer
Brasilien
- Força Aérea Brasileira (EMB 810C Seneca)[2]

 Burkina Faso
 Dominikanische Republik
 Haiti
 Panama
 Serbien

## Zwischenfälle
- Am 25. Januar 2001 wurde eine Piper PA-34-220T Seneca III der deutschen Fa. Skybeam (Luftfahrzeugkennzeichen N747AG) im Anflug auf den Flugplatz Augsburg bei Affing (Bayern), 4,5 Kilometer nordöstlich des Flugplatzes in Bäume geflogen. Die Maschine kam vom englischen Flugplatz Biggin Hill und befand sich auf einem Anflug unter Instrumentenflugbedingungen, als sie weit entfernt vom Ziel in den Boden  geflogen wurde. Während des ILS-Anflugs war die Anzeige auf dem HSI (horizontal situation indicator) nicht vom GPS- auf den ILS-Modus umgeschaltet worden und damit für einen Präzisionsanflug ungeeignet. Beitragende Ursache war die mangelhafte Cockpitgestaltung von Piper, die den entsprechenden Schalter in einer schwach beleuchteten Position anordnete, wo er vom Piloten nur schwer und vom Kopiloten gar nicht zu sehen ist. Es handelte sich um einen nicht genehmigten Charterflug mit zahlenden Passagieren. Der Pilot war seit mehr als 15 Stunden im Dienst. Er besaß eine im Dezember 2000 ausgestellte US FAA CPL-Lizenz; seine deutsche Lizenz war ihm im November 2000 aufgrund von 33 verschiedenen polizeilichen Ermittlungen entzogen worden. Durch diesen CFIT (Controlled flight into terrain) wurden 4 der 5 Insassen getötet, ein Passagier überlebte schwer verletzt. Das Flugzeug wurde zerstört.[5]

- Am 7. Dezember 2016 verunglückte eine Piper PA-34 Seneca (HB-LSD) auf dem Flughafen Basel-Mülhausen mit zwei Personen an Bord. Das Flugzeug stürzte beim Durchstarten auf die Landebahn 15/33 und fing Feuer. Dabei kam der Pilot ums Leben und das Flugzeug wurde zerstört.[6][7]

- Am 17. Juni 2020 brach eine Piper PA-34-220T Seneca III (D-GEMZ) über Reinsfeld in der Luft auseinander und stürzte ab. Der Unfall war darauf zurückzuführen, dass das Flugzeug während des Instrumentenflugs in die Wolken einer Schauerzelle mit starkem Regen und starken Turbulenzen hineingeflogen wurde. Dadurch wurde die Struktur des Flugzeugs überlastet und es brach in der Luft auseinander. Der Pilot, einziger Insasse, wurde getötet.[8]

## Technische Daten (Piper PA-34-220T Seneca V)

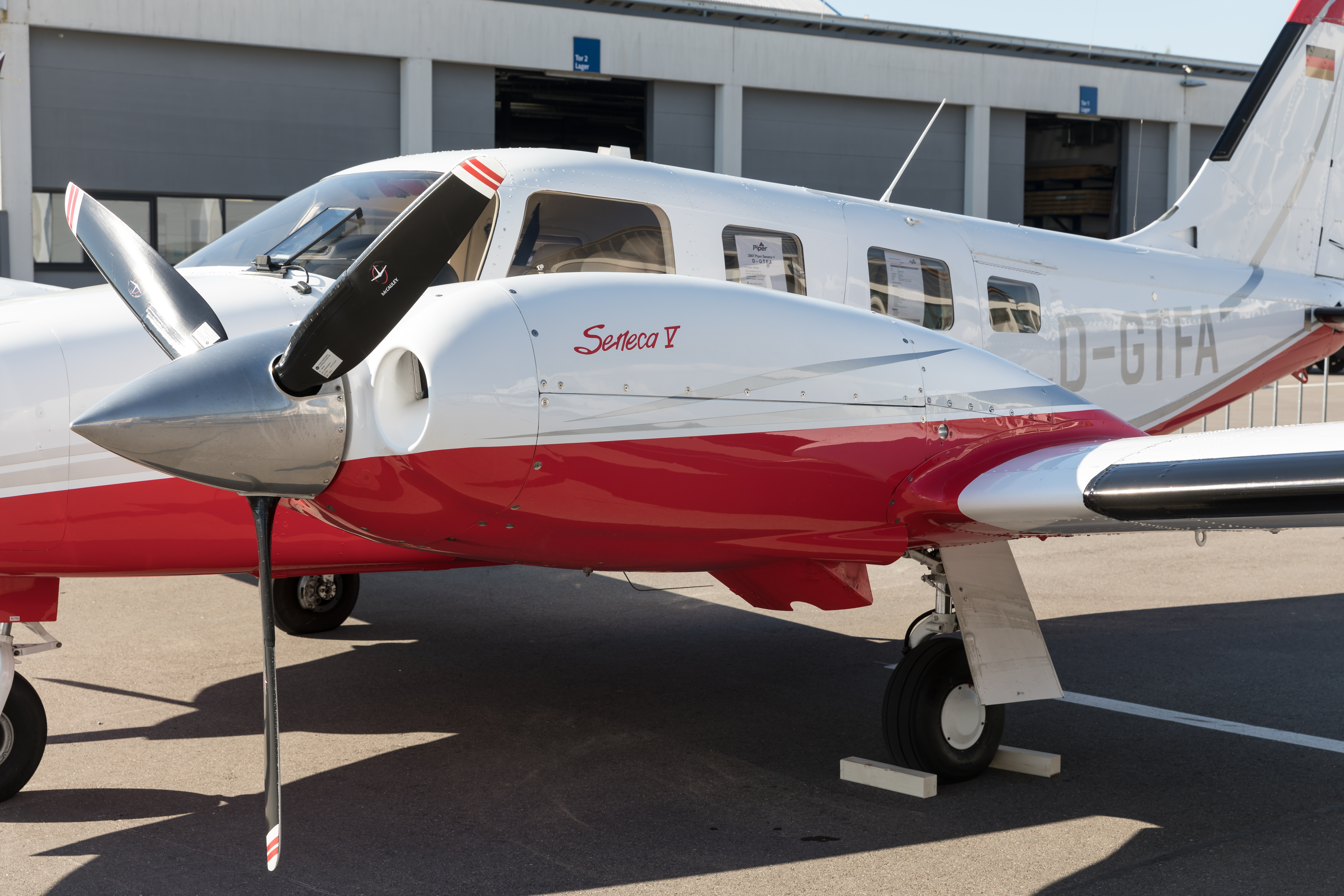
Continental-Triebwerk einer Seneca V

| Kenngröße             | Daten                                                              |
| --------------------- | ------------------------------------------------------------------ |
| Besatzung             | 1                                                                  |
| Passagiere            | 5                                                                  |
| Länge                 | 8,72 m                                                             |
| Spannweite            | 11,86 m                                                            |
| Höhe                  | 3,02 m                                                             |
| Flügelfläche          | 19,4 m²                                                            |
| Flügelstreckung       | 7,3                                                                |
| Leermasse             | 1539 kg                                                            |
| max. Startmasse       | 2155 kg                                                            |
| Höchstgeschwindigkeit | 378 km/h (204 kt)                                                  |
| Dienstgipfelhöhe      | 7620 m (25000 ft)                                                  |
| Reichweite            | 1295 km (700 NM)                                                   |
| Triebwerke            | zwei 6-Zylinder-Boxermotoren Continental TSIO-360-RB mit je 164 kW |
| Verbrauch             | 96 l/h                                                             |
| Avionik               | Garmin G1000 NXi                                                   |
| Listenpreis           | 1,03 Mio. US-Dollar (Modelljahr 2019)                              |